# Asse
Asse es un municipio belga perteneciente a la provincia de Brabante Flamenco, en el arrondissement de Halle-Vilvoorde.
A 1 de enero de 2016 tiene 32 402 habitantes.
Se sitúa en la periferia noroccidental de Bruselas, en la carretera N9 que lleva a Aalst.
Se compone de los deelgemeentes de Asse, Bekkerzeel, Kobbegem, Mollem, Relegem y Zellik.

## Demografía

### Evolución
Todos los datos históricos relativos al actual municipio, el siguiente gráfico refleja su evolución demográfica, incluyendo municipios después de efectuada la fusión el 1 de enero de 1977.
| Gráfica de evolución demográfica de Asse entre 1846 y 2020 |
|                                                            |